# Geelschubbige vezelkop
De geelschubbige vezelkop (Inocybe muricellata) is een schimmel behorend tot de familie Inocybaceae. Hij vormt ectomycorrhiza. Hij komt voor in loofbossen op rijke zandgronden.

## Kenmerken
Hoed
De hoed heeft een diameter tot circa 4 cm. Het hoedoppervlak is meestal sterk schubbig. De hoedkleur is licht- tot middelbruin.
Steel
De steel is helemaal berijpt. Aan de bovenkant meestal rodig.
Sporen
De sporen tot 11 µm. Cystidia zijn slank spoelvormig. De cystidiawanden reageren sterk op kaliumhydroxide (KOH). De pleurocystidia zijn aanwezig.

## Verspreiding
De geelschubbige vezelkop komt matig algemeen in Nederland voor. Hij staat op de rode lijst in de categorie 'bedreigd'.